# Moćevići (Srebrenica, BiH)
Moćevići su naselje u općini Srebrenica, Republika Srpska, BiH.

## Stanovništvo
Prema nacionalni sastav stanovništva 1991. godine, svih 321 stanovnika bili su Bošnjaci.